# Gunnison (Colorado)
Gunnison è un centro abitato (city) degli Stati Uniti d'America, capoluogo della contea omonima dello Stato del Colorado. Nel censimento del 2000 la popolazione era di 5 409 abitanti.
Qua nacque l'attrice e cantante Patricia Elliott.

## Geografia fisica
Secondo i rilevamenti dell'United States Census Bureau, Gunnison si estende su una superficie di 8,3 km².